# Emil von Schönfels

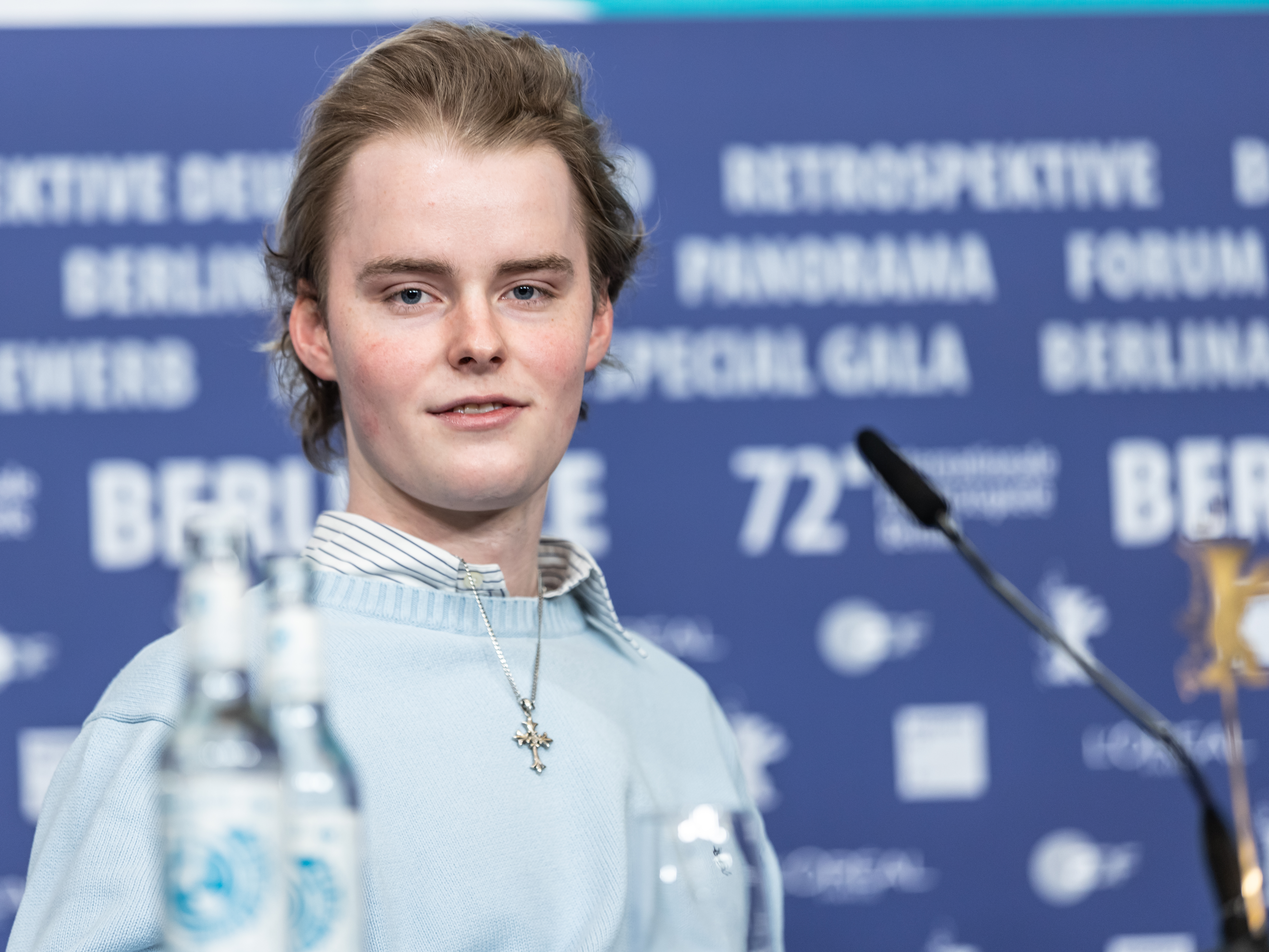
Emil von Schönfels

Emil von Schönfels (bürgerl. Emil Johann Heinrich von Schönfels; * 7. März 2002 in Berlin) ist ein deutscher Film- und Theaterschauspieler.

## Leben
Emil von Schönfels wurde 2002 als Sohn des Diplomkaufmanns Philipp von Schönfels und seiner Frau Maren, geb. Pauseback, einer Architektin, in Berlin geboren. Ab dem Jahr 2010 sammelte er als Kinderdarsteller am Deutschen Theater Berlin erste Schauspielerfahrungen. Im Jahr 2014 spielte er dort in Dieses Kind. 2015 spielte er dort in einer Bühnenadaption mit dem Titel Alice nach der gleichnamigen Geschichte von Lewis Carroll, bei der Nora Schlocker Regie führte.
Im Jahr 2018 folgte das Stück Tigermilch.
Sein Kinodebüt gab er im Jahr 2013 mit einer Hauptrolle in dem in der DDR spielenden Kinderfilm Sputnik als zunächst linientreuer Junge, der sich dann doch einer Bande rebellischer Kinder anschließt. In Timm Thaler oder Das verkaufte Lachen übernahm er die Rolle des Stiefbruders der Titelfigur. Im Film Räuberhände von İlker Çatak spielt er an der Seite von Mekyas Mulugeta in einer der beiden Hauptrollen Janik. Nachdem sie das Abi in der Tasche haben, begeben sich die beiden Freunde im Film auf einen Roadtrip nach Istanbul, wo Samuels Vater leben soll.
Anfang April 2020, während des Corona-Kontaktverbots in Berlin, drehte er in Zusammenarbeit mit dem Deutschen Theater seinen ersten Kurzfilm Punk. Dieser ist von dem Roman Aufzeichnungen aus dem Kellerloch von Fjodor Dostojewskij inspiriert.

## Filmografie (Auswahl)
- 2013: Sputnik
- 2014: Monuments Men: Ungewöhnliche Helden
- 2015: Elser – Er hätte die Welt verändert
- 2016: Jeder stirbt für sich allein
- 2016: Vogelfrei (Kurzfilm)
- 2017–2020: Babylon Berlin (Fernsehserie, 4 Folgen)
- 2017: Timm Thaler oder Das verkaufte Lachen
- 2017: Freiheit
- 2019: Für umme (Fernsehserie)
- 2021: SOKO Potsdam (Fernsehserie, Folge Tag X)
- 2021: Räuberhände
- 2022: Grand Jeté
- 2022: In aller Freundschaft – Die jungen Ärzte (Fernsehserie, Folgen Sag’s ihm, Erlösung)

## Theaterarbeiten
- 2014: Dieses Kind, Deutsches Theater Berlin[4]
- 2015: Alice, Deutsches Theater Berlin[8]
- 2018: Tigermilch, Deutsches Theater Berlin, Junges Deutsches Theater (Rolle Nico)[9]
- 2025: Was ihr wollt, Staatsschauspiel Dresden (Rolle Viola, später verkleidet als Cesario)[10]

## Auszeichnungen
Bayerischer Filmpreis
- 2021: Bester Nachwuchsdarsteller (Räuberhände)

New Faces Award
- 2021: Nominierung als Bester Nachwuchsschauspieler (Räuberhände)